# Bet Uzzi’el
Beit Uzzi’el (hebr.: בית עוזיאל) – moszaw położony w samorządzie regionu Gezer, w Dystrykcie Centralnym, w Izraelu.

## Historia
Moszaw został założony w 1956. Został nazwany na cześć sefardyjskiego naczelnego rabina Izraela Ben-Cijjona Meira Hai Uziela.

## Gospodarka
Gospodarka moszawu opiera się na intensywnym rolnictwie.

## Komunikacja
Przy moszawie przebiega droga ekspresowa nr 44  (Holon-Eszta’ol).